# Aspidostoma magna
Aspidostoma magna är en mossdjursart som beskrevs av Hayward och Cook 1979. Aspidostoma magna ingår i släktet Aspidostoma och familjen Aspidostomatidae. Inga underarter finns listade i Catalogue of Life.